# Shahmīr Sarā
Shahmīr Sarā (persiska: شهمیر سرا) är en ort i Iran.   Den ligger i provinsen Gilan, i den norra delen av landet, 240 km nordväst om huvudstaden Teheran. Antalet invånare är 228.
Terrängen runt Shahmīr Sarā är mycket platt. Runt Shahmīr Sarā är det tätbefolkat, med 659 invånare per kvadratkilometer. Närmaste större samhälle är Khoshk-e Bījār, 7,9 km sydväst om Shahmīr Sarā. Trakten runt Shahmīr Sarā består till största delen av jordbruksmark.